# Pacto de Puntofijo
El Pacto de Puntofijo fue un acuerdo de gobernabilidad entre los partidos políticos venezolanos AD, Copei y URD, firmado el 31 de octubre de 1958 para una vida democrática pocos meses después del derrocamiento de Marcos Pérez Jiménez y antes de las elecciones de diciembre de ese mismo año. Este pacto permitió la estabilización en los primeros años del sistema democrático representativo, el cual duraría 4 décadas. El acto se firmó en la residencia de Rafael Caldera llamada «Quinta Puntofijo» ubicada en la ciudad de Caracas, en el sector de Sabana Grande. En 1962 la Unión Republicana Democrática se retira del pacto mientras que COPEI hizo lo propio durante el gobierno de Raúl Leoni.

## Contexto histórico
El objetivo del pacto era conseguir la sostenibilidad de la recién instaurada democracia, mediante la participación equitativa de todos los partidos en el gabinete ejecutivo del partido triunfador, excluyendo al Partido Comunista de Venezuela y a los sectores afines a la derrocada dictadura de Marcos Pérez Jiménez. 
El derrocamiento de la dictadura no concluyó inmediatamente en un régimen civil democrático y a la salida de las Fuerzas Armadas de la política. Adicionalmente, no todas las tendencias que derribaron a Pérez Jiménez querían instaurar un régimen democrático y seguían prefiriendo un gobierno de las Fuerzas Armadas a lo que calificaban como «desorden» democrático del trienio 1945-1948.
Durante el año 1958 se llevaron a cabo varios intentos de golpes de Estado contra la Junta de Gobierno. Los peligros concretos de una regresión militar llevan a la formación de un frente civil para encauzar el camino a la normalización democrática.[cita requerida]
Los partidos eran conscientes de que si uno de ellos cuestionaba los resultados de las elecciones pendientes, solo dañaría al país dada la inestabilidad económica y la volatilidad que había resultado de la caída de los precios del petróleo y la atmósfera posterior al golpe. El pacto fue una forma de que los partidos aseguraran la cooperación y el cumplimiento de los resultados electorales. Esto permitiría la transición a la democracia.

## Objetivos
La finalidad del Pacto de Puntofijo era propiciar la implementación de un sistema político fundamentado en el gobierno civil y democrático que se expresó con los siguientes puntos:
- Defensa de la constitucionalidad y del derecho a gobernar conforme al resultado electoral.
- Gobierno de unidad nacional. Esto es, considerar equitativamente a todos los partidos firmantes y otros elementos de la sociedad en la formación del gabinete ejecutivo del partido ganador.
- Programa de gobierno mínimo común.

## Partidos firmantes

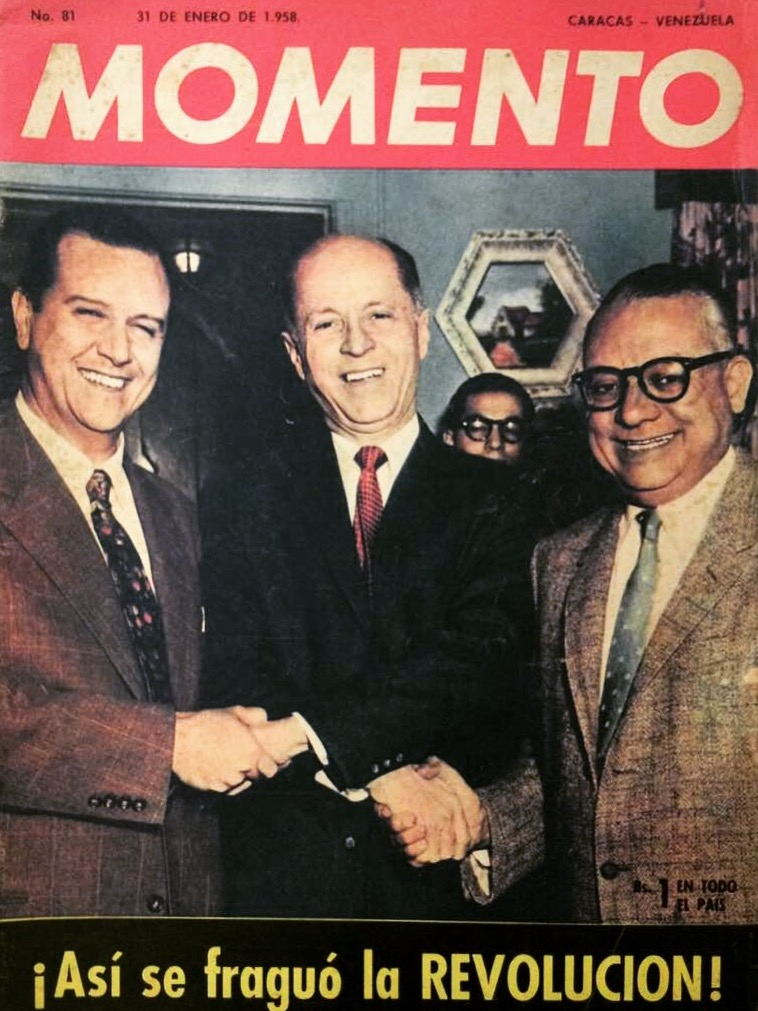
Portada de revista de 1958 con los principales firmantes del Pacto de izquierda a derecha: Rafael Caldera, Jóvito Villalba y Rómulo Betancourt.

Los firmantes del pacto fueron Rómulo Betancourt, Raúl Leoni y Gonzalo Barrios (por AD), Jóvito Villalba, Ignacio Luis Arcaya y Manuel López Rivas (por URD) y Rafael Caldera, Pedro del Corral y Lorenzo Fernández (por COPEI), reunidos en Caracas, en la residencia de Caldera, de nombre Puntofijo. El ganador de las elecciones realizadas en 1958 fue Rómulo Betancourt.
Se dejó fuera de este pacto al Partido Comunista de Venezuela (PCV), una de las principales organizaciones que lucharon contra la dictadura del general Marcos Pérez Jiménez. La marginación del PCV del pacto se debió, según algunas opiniones, a la dinámica de la Guerra Fría, el rechazo a ese partido por parte de la Iglesia católica y de COPEI, así como su dependencia del Partido Comunista de la Unión Soviética.
Sin embargo, el Pacto de Puntofijo fue complementado al cierre del proceso electoral, con una declaración de principios y un programa mínimo de gobierno, suscritos por los candidatos presidenciales de los tres partidos: Rómulo Betancourt por AD, Rafael Caldera por COPEI, y Wolfgang Larrazábal por URD.
URD se retiró del pacto en 1962 por estar en contra del sectarismo impulsado por Acción Democrática, y COPEI hizo lo propio en el gobierno de Raúl Leoni, dando fin al Pacto de Puntofijo. Raúl Leoni creó el Pacto de Amplia Base para reemplazarlo en 1967 con los partidos Acción Democrática, URD y FND, pacto que no duró más allá de aquel periodo presidencial.

## Opiniones
De acuerdo con Francisco Suniaga, el gran artífice del Pacto de Puntofijo fue Jóvito Villaba por su política en pro de los consensos.
A pesar de que en la práctica el pacto terminó en 1967 con la salida de COPEI, muchos opinan que este pacto contribuyo a la consolidación de la hegemonía bipartidista de AD y COPEI de 1959 con la elección de Romulo Betancourt a la presidencia de la república hasta 1994 con el Segundo gobierno de Rafael Caldera por su nuevo partido Convergencia. "En el imaginario colectivo, el pacto de Puntofijo se extendió por 40 años. Pero no es así. Duró los 2 años del gobierno del presidente Betancourt”, aclara Eduardo Fernández, ex secretario general de Copei. Recuerda que, tras la salida de Betancourt y la llegada del nuevo mandatario Raúl Leoni a Miraflores, “el pacto de Puntofijo se sustituyó por un acuerdo denominado ‘ancha base’, suscrito por el propio Leoni, Villalba y Arturo Uslar Pietri en representación del Frente Nacional Democrático (FND)”,

### Consolidación del bipartidismo
El siguiente cuadro muestra el desempeño electoral de los partidos firmantes del pacto Acción Democrática, COPEI y el URD combinado en elecciones presidenciales, desde 1958 hasta 1998.
|  | 91,14 % |

|  | 71,89 % |

|  | 79,59 % |

|  | 88,47 % |

|  | 91,02 % |

|  | 92,56 % |

|  | 93,98 % |

|  | 46.92 % |

|  | 11.28 % |